# Ятеориза пальчатая
Ятеориза пальчатая (лат. Jateorhiza palmata) — травянистая или полудеревянистая лиана семейства Луносемянниковые с крупными 5-лопастными листьями; произрастает во влажных тропических лесах Восточной Африки. Её утолщённые боковые корни издавна используются в медицине как сильная горечь при желудочных заболеваниях. В них содержится 2-3 % алкалоидов, близких к берберину. Основной из них — пальматин.
Для Мозамбика корни ятеоризы пальчатой — важная статья экспорта. Растение культивируется также в других странах Восточной Африки, на Мадагаскаре, в Шри-Ланке и в Бразилии.